# Bệnh xã hội
Bệnh xã hội là một thuật ngữ chung chỉ những chứng bệnh có ảnh hưởng lớn đến toàn xã hội do tỷ lệ mắc bệnh cao, lây lan mạnh, tỷ lệ tử vong cũng cao. Những bệnh xã hội gây ảnh hưởng lớn tới sức khỏe người dân, khiến bệnh nhân có thể mất khả năng lao động (tạm thời hoặc vĩnh viễn), do đó ảnh hưởng xấu đến nền kinh tế.
Các bệnh xã hội thường gặp có thể đến ra: bệnh phong, tâm thần, bướu cổ, sốt rét, bệnh lao, bệnh hoa liễu, đau mắt hột...